# Карасёв, Иван Владимирович
Ива́н Влади́мирович Карасёв (родился 22 февраля 1970, Краснодар) — журналист, российский писатель, переводчик. Член Союза писателей России, член Союза журналистов России. Проживает в Краснодаре, эксперт в области кубанского регионализма и журналистского фольклора.

## Биография

### Образование
В 1993 году окончил Кубанский государственный технологический университет по специальности «Физика и техника низких температур».

### Журналистика
В 1996 году был принят в Союз журналистов России и в том же году работал в отделе новостей газеты «Кубанские новости». С 2002 года непродолжительное время трудился заведующим отделом оперативной информации еженедельника «Краснодар».
В настоящее время работает экономическим обозревателем в «Российской газете».
11 апреля 2012 года Иван Карасёв стал победителем I Всероссийского конкурса журналистики «PRO Region», проводившегося Комитетом по региональному развитию и продвижению территорий РАСО, Коммуникационным агентством АГТ, Аналитическим агентством «Смыслография» в партнёрстве с компанией «Медиалогия», в специальной номинации «За верность теме».

### Творчество
Стихи и прозу Карасёв пишет с 1987 года, печатается с 1993 года. В газете «Большевик Кавказа» вышло впервые в свет его стихотворение «Песчинка».
В 1996 году на семинаре молодых писателей Кубани его повесть «Выря» была положительно отмечена писателем Виктором Лихоносовым.
В 1998 году по рекомендации писательской организации он удостоен стипендии администрации Краснодарского края, учреждённой для одарённых молодых авторов. А через год в свет вышли две его книги — «Выря» и поэтический сборник «Круг земной», куда были включены авторские переводы стихотворений белорусского поэта М. Богдановича. В 2001 году совместно с общественной организацией «Наследие Кирлиан» провёл в Краснодаре первую научно-практическую конференцию среди учащихся «Первые шаги в науку». В 2003 году книга «Выря» была отмечена специальным дипломом губернатора Краснодарского края Александра Ткачёва «За высокие достижения в области художественной литературы». В том же году в Краснодарском выставочном зале прошла выставка графики Ивана Карасёва (свои книги он иллюстрирует сам).
Вышел в свет ряд научно-публицистических работ Ивана Карасёва — «Философский взгляд на эволюцию экологических идей», «Алфавит, как зеркало человеческой цивилизации», «Шрифты в штатском и буквы в лаптях». Готовит к публикации фантастический сборник «Плерома, или Усекновение сферы», новый сборник стихотворений «Евангелие от Мрака».
Увлекается этнолингвистикой, мифологией и грамматологией. Близится к завершению составление энциклопедии «Все письменности мира»[уточнить]. Является автором планового языка Арахау (с декабря 2009 года издаётся литературный журнал на этом языке «Asa» / «Знание»). Два других его проекта по лингвоконструированию — палиндромный язык Сунилинус и язык фонетического минимума Альптэ. В 2008 году Иван Карасёв подал заявку в Книгу рекордов Гиннесса, которая в Издательском доме «Агентство ПАРИ» уже зарегистрирована, как «Искусственный язык с самым маленьким количеством букв в алфавите» (рег. № 12.119).
12 июня 2014 года вышел 3-минутный социальный репортаж на Общественном телевидении России об Иване Карасёве как изобретателе языка Арахау и издателе журнала «Asa» («Знание») на этом искусственном языке.

## Критика
Крайне неоднозначную реакцию критиков вызвала повесть Ивана Карасёва «Обитатели дубовой коры, или Семейство Карлингов». Руководитель ВКПБ Нина Андреева увидела в ней метафору на российскую пореформенную действительность. О чём есть свидетельства её представителя в Краснодаре, секретаря крайкома ВКПБ Виктора Федунова

«Что это? Реабилитация безобразного? — писал он. — Воспевание низменного, уродливого? Вряд ли! Скорее это переосмысление той взаимосвязи прекрасного и безобразного, которое часто не фиксируется нами или видится в каких-то полутонах».

Коллеги по писательскому цеху восприняли повесть как злую сатиру на союз литераторов. Об этом свидетельствует дискуссия среди писателей. Вот мнение писательницы Татьяны Соколовой:

«Ему (Карасеву) кажется, что мир рептилий интересен, но вносить в сказки таких героев, как жаб, ящериц, пауков, значит ещё больше запутывать смысл нашей непростой жизни… Он только, восхваляя, услаждает свой изысканный слух видением болот и прочей нечисти, проживающей в нём… Строки поэта пропитаны кровью и смертоубийством».

С коллегой не согласился Виктор Ротов:

«Что касается некоторых „жестоких сцен“ в „Успешной операции“, то их не стоит воспринимать, прямолинейно. Отрезание головы, разрубание на части и пускание крови — здесь не безумное убиение человека, забавы ради, а процесс хирургической операции, которая рассматривается в контексте бутафорических обрядов посвящения в шаманы (вспомним разрубание змеем Ивана-царевича на 12 частей, а также его купание в кипящем котле). Сращивание частей разрубленного тела посредством „живой воды“. Вообще, образ врача, разрезающего тело и держащего в руках окровавленное сердце, перекликается с образом шамана-знахаря-пророка (сравните стихотворение А. Пушкина „Пророк“)».

В 2016 году Карасёв принял участие в всероссийском литературном проекте «Послесказие». Это — коллективный сборник более 20 авторов, которые предложили свои вариации на тему народных сказок.
Литературный критик, доктор филологических наук, профессор Тамбовского госуниверситета им. Г. Р. Державина Елена Борода полагает, что вошедшая в эту книгу миниатюра Карасёва «Лиза со скалочкой» (переработка сказки «Лисичка со скалочкой») как бы «критически осмысливают категорию детства, ставя под сомнение постулат о детстве как периоде невинности».

«Текст Карасёва нельзя оценивать, руководствуясь привычными литературными канонами, — отмечает Е. Борода. -Потому что здесь живёт и дышит мифология… Если обратиться к другим текстам Карасёва („Выря“, „Добрая и сердитая“, „Ученик колдуна“), то у них та же почва. Автор намеренно отступает от наработанных принципов реализма и от линейно-мотивной структуры сказки, углубляясь в алогичное, архетипическое пространство мифа. Скалочка выступает неким сакральным предметом, ключом, при помощи которого хронотоп разворачивается, обнаруживая новые грани измерения и новые смыслы. А воздаяние воплощено в образе собаки. Древний мир ещё не знает милосердия, присущего религии. Поэтому возмездие неотвратимо. Лиза в собачьей шкуре, настигающая старую лису — Лиза в человечьем обличье, сжимающая в грязных пальцах клочок лисьей шерсти, — Лиза в образе лисы. Это не игра и не загадка. Это персонифицированное приятие мира в его целостности. И процесс никогда не закончится, потому что время не вытянуто в линию, а замыкается в солярный круг, благодаря чему „завтра спотыкается о вчера“. Невозможно определить, кто держал неразменную скалочку вначале: Лизонька в руках или лисонька в лапах».

## Сочинения

### Книги
- «Круг земной» Архивная копия от 2 июля 2011 на Wayback Machine (1999, изд. «Флер», Краснодар)
- «Выря. Повесть и рассказы» Архивная копия от 2 июля 2011 на Wayback Machine (1999, изд. «Советская Кубань», Краснодар)

### Публицистика
- Каталог публикаций в «Российской газете» Архивная копия от 14 июня 2012 на Wayback Machine
- Изобретение строгого режима. Кубанскому «кулибину» влепили в суде срок за инновационную разработку, ставшую сенсацией на выставке в Париже Архивная копия от 5 июня 2016 на Wayback Machine // «Российская газета», 15.07.2015
- В Адыгее узнали, что искал в горах отряд оккультистов СС Архивная копия от 16 июня 2016 на Wayback Machine // «Российская газета», 29.12.2015
- Под энергомостом в Крым нашли объект неизвестной цивилизации Архивная копия от 29 мая 2016 на Wayback Machine // «Российская газета», 01.03.2016
- «Алфавит, как зеркало мировой культуры» Архивная копия от 24 октября 2008 на Wayback Machine («Лига мира», Краснодар)
- «Этимология слова Кавказ» Архивная копия от 27 октября 2008 на Wayback Machine (там же)
- «Шрифты в штатском и буквы в лаптях» Архивная копия от 21 сентября 2008 на Wayback Machine (газета «Кубанские новости»)
- «Пегас на пепелище» («Литературная газета»)
- Perpetuum Mobile, Instead of The Machine of Time Архивная копия от 17 января 2009 на Wayback Machine Keksijäpalvelin — Inventor Server
- Черкеска в киберзоне Архивная копия от 4 марта 2016 на Wayback Machine, Abhazia.org
- Тайны квадрата Пифагора, «Числонавтика», 2010

## Исследования
- Васильев И. Ю., Карасёв И. В., Постфольклор журналистской среды Кубани: типология и социальные функции Архивная копия от 4 марта 2016 на Wayback Machine // Вторичные формы традиционной народной культуры. Материалы научно-практической конференции, Краснодар, 2010. HTML Архивная копия от 1 апреля 2012 на Wayback Machine
- Васильев И. Ю., Карасёв И. В., Традиции и профессиональный фольклор журналистов (на материале Кубани) // «Живая старина», № 3 (71), 2011. HTML Архивная копия от 1 апреля 2012 на Wayback Machine

## Критика
- Alexe Rău, Abordarea scrierii de către ştiinţe. (Научный подход к теории письма), «Magazin bibliologic», 2008, № 1-2. на рум. яз.
- I. Karasev, Reprezentări grafice relative la filosofia scrisului. Situaţia gramatologică în lumea contemporană // Alexe Rău, Scrisul ca expresie a conştiinţei şi cale de cunoaştere a fiinţării (недоступная ссылка). («Письменность, как выражение сознания и путь познания бытия»), Кишинев, 2009; на рум. яз.
- Maciej St. Zięba, Transkrypcja i transliteracja niełacińskich systemów pisma. Euroanaliz. Lublin Архивная копия от 25 декабря 2010 на Wayback Machine. М. С. Земба, Транскрипция и транслитерация нелатинских систем письма.
- Василенко С. Л., Числонавтика. Снилось ли такое Пифагору?, Харьков, 2009.
- Рецензия к.т. н. А. Корнеева на исследование И. Карасева «Эйдетика первоцифр», 2010.
- Авдоев Т. В., Историко-теософский аспект езидизма. Становление и развитие Архивная копия от 4 марта 2016 на Wayback Machine
- Савва Е., Савва М., Воздействие печатных СМИ на состояние межэтнических отношений (на примере Краснодарского края) Архивная копия от 13 марта 2011 на Wayback Machine
- Соловьев Г., Всё во мне и я во всём!.. // Право на разговор, Краснодар, 2003.
- Т. Титова, Антропоморфизм в научном познании // Антропологическая соразмерность. II Всероссийская научная конференция, Казань, 2010. (недоступная ссылка)
- Хатиашвили Х. А., Амирэджиби Н. М., К вопросу о машинном переводе и функционировании электронных словарей // Тбилисский государственный университет имени Иванэ Джавахишвили
- К. Бельчанский, Ономастика сказки: Гидронимы Жиздра, Выря, Вырица и терратоморфные существа Выря и Шиздря в творчестве И. Карасева